# Episodi di Los Serrano (prima stagione)
La prima stagione della serie televisiva Los Serrano è stata trasmessa in anteprima in Spagna da Telecinco tra il 22 aprile 2003 e il 15 luglio 2003.
| nº | Titolo originale                  | Titolo italiano | Prima TV Spagna | Prima TV Italia |
| -- | --------------------------------- | --------------- | --------------- | --------------- |
| 1  | Ya s'han casado                   | inedito         | 22 aprile 2003  | inedito         |
| 2  | Un padre perfecto                 | inedito         | 29 aprile 2003  | inedito         |
| 3  | Siempre nos quedará París         | inedito         | 6 maggio 2003   | inedito         |
| 4  | El atlético de Santa Justa F.C.   | inedito         | 13 maggio 2003  | inedito         |
| 5  | Me gusta cuando callas            | inedito         | 20 maggio 2003  | inedito         |
| 6  | Cien maneras de cocinar la trucha | inedito         | 27 maggio 2003  | inedito         |
| 7  | No me llames iluso                | inedito         | 3 giugno 2003   | inedito         |
| 8  | La noche del loro                 | inedito         | 10 giugno 2003  | inedito         |
| 9  | Superdotado                       | inedito         | 17 giugno 2003  | inedito         |
| 10 | El rey y yo                       | inedito         | 24 giugno 2003  | inedito         |
| 11 | Una noche en Mogambo              | inedito         | 1º luglio 2003  | inedito         |
| 12 | Benny, Tonny y Marky              | inedito         | 8 luglio 2003   | inedito         |
| 13 | La guerra de los Martínez         | inedito         | 15 luglio 2003  | inedito         |